# Crash Boom Bang!
Crash Boom Bang! är ett Nintendo DS-spel som har visats i Crash Bandicoot Festival.
Spelet släpptes:
- Japan 20 juli 2006
- Nordamerika 10 oktober 2006
- Europa 27 oktober 2006
- Australien 2 november 2006.

## Karaktärer
- Crash Bandicoot
- Coco Bandicoot
- Crunch Bandicoot
- Pura
- Doctor Neo Cortex
- Tawna
- Pinstripe Potoroo
- Fake Crash
- Doctor N. Gin
- Tiny Tiger
- Doctor Nefarious Tropy
- Polar
- Aku Aku och Uka Uka

## Handling
Man rider på ponny, flyger flygplan eller spelar fotboll och så vidare. Det finns 40 stycken minispel.

## Övrigt
Spelet är skapat av Sierra Entertainment och har visat för Nintendo.
Man kan spela 1 spelare eller 1-4 spelare.